# Cestrum ferrugineum
Cestrum ferrugineum là loài thực vật có hoa trong họ Cà. Loài này được A.Rich. mô tả khoa học đầu tiên năm 1850.